# 텐쥬 미츠키
텐쥬 미츠키(일본어: 天寿 光希 덴쥬 미쓰키[*], 9월 10일 ~ )는 전 다카라즈카 가극단 호시구미 소속 남역이다.
아키타현 아키타시, 세이레이 여자단기대학 부속고등학교 출신이다. 키 167cm, 애칭은 "밋키이"이다.

## 약력
2003년, 다카라즈카 음악학교에 입학하였다.
2005년, 다카라즈카 가극단 91기생으로 수석입단. 하나구미 공연 「마라케시 붉은 묘표／엔터 더 레뷰」로 초무대. 그 후, 호시구미에 배속되었다.
2006년, 한큐한신 첫 참배 포스터 모델로 기용되었다.
2022년 7월 24일, 「만남은 다시 한번 next generation／Gran Cantante!!」 도쿄 공연 천추락을 기해, 다카라즈카 가극단을 퇴단하였다. 퇴단 공연에서 첫 에트와르를 맡았다.

## 인물
다카라즈카 입단 전에는 아역으로서 무대 활동 한 경험이 있다.
아키타에서 자라, 아버지 일 관계로 도쿄로 전근 갔을 때, 추억을 쌓기 위해 뮤지컬에 도전하였다. 그 무렵 하나구미 공연 「슬픔의 코르도바/메가 비전」으로 다카라즈카 첫 관람하였다. 객석의 열량과 군무의 박진감, 예쁜 남역에 압도되어 한번에 사로잡혔다. 초등학교 6학년에 아키타에 돌아와서도 용돈을 모아 도쿄까지 몇번이고 관람하려 다녔다.
음악학교에 응시하기로 결정하고, 노래와 춤을 배우기 시작했는데, 가극단에는 수석으로 입단하였다.
사촌으로 프로 축구 선수 가가 겐이치가 있다.

## 광고
- 2006년, 『한큐한신』 첫 참배 포스터 모델

## 수상이력
- 2018년, 『다카라즈카 가극단 연도상』 - 2017년도 노력상